# WWE Starrcade
WWE Starrcade es un evento en vivo de lucha libre profesional producido por la promoción estadounidense WWE para sus marcas Raw y SmackDown y transmitido por el WWE Network. Es la versión de WWE del evento pago por visión de la National Wrestling Alliance (NWA) y después de la World Championship Wrestling (WCW) Starrcade.
Starrcade, un evento de circuito cerrado en vivo, fue concebido en 1983 por Dusty Rhodes. El evento fue producido originalmente bajo la bandera de la National Wrestling Alliance (NWA) por Jim Crockett Promotions (JCP), miembro de NWA. La NWA y JCP consideraron a Starrcade como su evento insignia del año, de la misma manera que su rival, la WWE (entonces la World Wrestling Federation), comenzaría a considerar a WrestleMania dos años después. En 1988, JCP fue vendido a Turner Broadcasting y se convirtió en World Championship Wrestling (WCW), con Starrcade teniendo lugar en WCW hasta 2000.
Después de una pausa de 17 años, WWE revivió Starrcade como un evento en vivo con la marca SmackDown el 25 de noviembre de 2017. El 24 de noviembre de 2018, WWE realizó un segundo evento Starrcade que se transmitió como un especial de una hora del WWE Network el 25 de noviembre de 2018. El 17 de septiembre de 2019, WWE anunció que un tercer evento de Starrcade se emitiría en vivo por el WWE Network el 1 de diciembre de 2019.

## Resultados

### 2017
Starrcade 2017 tuvo lugar el 25 de noviembre de 2017 desde el Greensboro Coliseum Complex en Greensboro, Carolina del Norte. Fue un evento exclusivo de la marca SmackDown Live.
- Bobby Roode derrotó a Dolph Ziggler (con Arn Anderson como árbitro invitado especial).[8]
  - Roode cubrió a Ziggler después de un «Spinebuster» de Anderson y un «Glorious DDT».
  - Durante la lucha, Ziggler atacó a Anderson mientras que este le atacó de vuelta.
- The Bludgeon Brothers (Harper & Rowan), Mike Kanellis, The Colons (Primo Colon & Epico Colon) & Rusev (con Aiden English) derrotaron a Breezango (Tyler Breeze & Fandango), Sin Cara, The Ascension (Konnor & Viktor) & Tye Dillinger.[8]
  - Rowan cubrió a Dillinger después de un «Double Crucifix Powerbomb».
  - Después de la lucha, The Bludgeon Brothers atacaron a todos los luchadores, incluyendo a sus compañeros de equipo.
- Naomi derrotó a Tamina (con Lana).[8]
  - Naomi cubrió a Tamina después de un «Rear View».
- Dustin Rhodes derrotó a Dash Wilder.[8]
  - Rhodes cubrió a Wilder después de un «Flying Bulldog».
- Shinsuke Nakamura derrotó al Campeón de los Estados Unidos Baron Corbin por descalificación.[8]
  - Corbin fue descalificado después de atacar a Nakamura con una silla.
  - Como resultado, Corbin retuvo el campeonato.
  - Después de la lucha, Nakamura atacó a Corbin con una «Kinshasa».
- The Usos (Jimmy Uso & Jey Uso) derrotaron a Kevin Owens & Sami Zayn, Chad Gable & Shelton Benjamin y The New Day (Kofi Kingston & Xavier Woods) (con Big E) y retuvieron el Campeonato en Parejas de SmackDown.[8]
  - Jey cubrió a Gable después de un «Uso Splash».
- Charlotte Flair derrotó a Natalya en un Steel Cage Match y retuvo el Campeonato Femenino de SmackDown.[8]
  - Charlotte forzó a Natalya a rendirse con un «Figure-Eight Leglock».
- AJ Styles derrotó a Jinder Mahal (con The Singh Brothers) en un Steel Cage Match y retuvo el Campeonato de la WWE.[8]
  - Styles ganó la lucha después de escapar por lo alto de la jaula.
  - Durante la lucha, The Singh Brothers interfirieron a favor de Mahal.

### 2018
Starrcade 2018 tuvo lugar el 24 de noviembre de 2018 en el U.S. Bank Arena en Cincinnati, Ohio. El evento contó con una aparición especial de Ric Flair.
- Sasha Banks, Bayley, Ember Moon & Dana Brooke derrotaron a Nia Jax, Tamina, Mickie James & Alicia Fox (12:45).[10]
  - Banks forzó a Fox a rendirse con un «Bank Statement».
- Dark Match: Drew McIntyre (con Dolph Ziggler) derrotó a Finn Bálor (18:23).[10]
  - McIntyre cubrió a Bálor después de un «Claymore Kick».
- Dark Match: The B-Team (Bo Dallas & Curtis Axel) derrotaron a The Revival (Dash Wilder & Scott Dawson) (10:04).[10]
  - Dallas cubrió a Dawson después de un «Sunset Flip».
- Dark Match: The Bar (Cesaro & Sheamus) derrotaron a The New Day (Big E & Kofi Kingston) (con Xavier Woods) y retuvieron el Campeonato en Parejas de SmackDown (15:34).[10]
  - Sheamus cubrió a Big E después de un «Brogue Kick».
- Dark Match: Bray Wyatt derrotó a Baron Corbin (9:45).[10]
  - Wyatt cubrió a Corbin con un «Roll-up».
- Dark Match: Bray Wyatt derrotó a Baron Corbin en un No Disqualification Match (13:21).[10]
  - Wyatt cubrió a Corbin después de un «Sister Abigail».
  - Durante la lucha, Drew McIntyre & Dolph Ziggler interfirieron a favor de Corbin, y Finn Bálor & Elias a favor de Wyatt.
  - Corbin pidió su revancha en un No Disqualification Match.
- Dark Match: Charlotte Flair derrotó a Asuka (17:47).[10]
  - Flair cubrió a Asuka con un «Roll-up».
- Rey Mysterio derrotó al Campeón de los Estados Unidos Shinsuke Nakamura por descalificación (16:56).[10]
  - Nakamura fue descalificado luego que The Miz atacara a Mysterio.
  - Como resultado, Nakamura retuvo el campeonato.
  - Después de la lucha, Rusev apareció para ayudar de Mysterio.
- Rey Mysterio & Rusev (con Lana) derrotaron a Shinsuke Nakamura & The Miz (12:10).[10]
  - Rusev cubrió a The Miz después de un «619» de Mysterio y un «Machka Kick».
- AJ Styles derrotó a Samoa Joe en una Steel Cage Match (24:41).[10]
  - Styles forzó a Joe a rendirse con un «Calf Crusher».
  - Originalmente, el combate iba a ser por el Campeonato de WWE, pero Styles perdió el título ante Daniel Bryan en SmackDown Live dos semanas antes.
- Dark Match: Seth Rollins derrotó a Dean Ambrose en un Steel Cage Match y retuvo el Campeonato Intercontinental (23:45).[10]
  - Rollins ganó tras escapar de la jaula.

### 2019
Starrcade 2019 tuvo lugar el 1 de diciembre de 2019 en el Infinite Energy Arena en Duluth, Georgia.
- Dark Match: Seth Rollins derrotó a Erick Rowan.[12][13]
  - Rollins cubrió a Rowan después de un «Curb Stomp».
- Dark Match: Shinsuke  Nakamura (con Sami Zayn) derrotó a The Miz y retuvo el Campeonato Intercontinental.[12][13]
  - Nakamura cubrió a The Miz después de un «Kinshasa».
- The Street Profits (Angelo Dawkins & Montez Ford) (con Ric Flair) derrotaron a The O.C. (Luke Gallows & Karl Anderson).[12][13]
  - Ford cubrió a Anderson después de un «Frog Splash».
- The Kabuki Warriors (Asuka & Kairi Sane) derrotaron a  Charlotte Flair & Becky Lynch, Sasha Banks & Bayley, y Alexa Bliss & Nikki Cross, y retuvieron el Campeonato Femenino en Parejas de la WWE.[12][13]
  - Asuka forzó a Cross a rendirse con un «Asuka Lock».
- Bobby Lashley (con Lana) derrotó a Kevin Owens por descalificación.[12][13]
  - Owens fue descalificado después de que Rusev atacara a Lashley.
  - Durante la lucha, Lana interfirió a favor de Lashley.
  - Después de la lucha, Rusev atacó a Lashley.
- Dark Match: Aleister Black derrotó a Andrade (con Zelina Vega).[12][13]
  - Black cubrió a Andrade después de un «Black Mass».
- Dark Match: Ricochet derrotó a Andrade (con Zelina Vega).[12][13]
  - Ricochet cubrió a Andrade después de un «630° Senton».
- Dark Match: Randy Orton derrotó a AJ Styles.[12][13]
  - Orton cubrió a Styles después de un «RKO».
- Dark Match: Roman Reigns derrotó a King Corbin.[12][13]
  - Reigns cubrió a Corbin después de un «Spear».
- Dark Match: "The Fiend" Bray Wyatt derrotó a Braun Strowman en una Steel Cage Match y retuvo el Campeonato Universal de la WWE.[12][13]
  - Wyatt ganó tras escapar de la jaula.